# Diana Yankey
Diana Yankey, auch Dinah Yankey (* 2. Februar 1967), ist eine ehemalige ghanaische Leichtathletin, die im Sprint und im Hürdenlauf an den Start ging. Ihre größten Erfolge feierte sie mit dem Gewinn der Goldmedaille über 100 m Hürden in den Jahren 1989 und 1990 sowie mit der Goldmedaille in der 4-mal-100-Meter-Staffel bei den Afrikameisterschaften 1988.

## Sportliche Laufbahn
Erste internationale Erfahrungen sammelte Diana Yankey vermutlich im Jahr 1987, als sie bei den Afrikaspielen in Nairobi in 13,73 s die Silbermedaille im 100-Meter-Hürdenlauf hinter der Nigerianerin Maria Usifo gewann. Zudem gewann sie dort mit der ghanaischen 4-mal-100-Meter-Staffel in 44,43 s gemeinsam mit Mercy Addy, Martha Appiah und Cynthia Quartey die Silbermedaille hinter dem nigerianischen Team. Anschließend schied sie bei den Weltmeisterschaften in Rom mit 13,90 s in der ersten Runde aus und verpasste mit der Staffel mit 44,28 s den Finaleinzug. Im Jahr darauf gewann sie bei den Afrikameisterschaften in Annaba in 13,94 s erneut die Silbermedaille im Hürdensprint hinter der Nigerianerin Maria Usifo und mit der Staffel siegte sie in 44,68 s gemeinsam mit Veronica Bawuah, Mercy Addy und Martha Appiah. Daraufhin erreichte sie bei den Olympischen Sommerspielen in Seoul das Viertelfinale im 100-Meter-Lauf und schied dort mit 11,63 s aus, während sie mit 13,64 s nicht über den Vorlauf über 100 m Hürden hinauskam. Zudem schied sie mit der Staffel mit 44,30 s im Semifinale aus. 1989 schied sie bei den Hallenweltmeisterschaften in Budapest mit 7,79 s in der ersten Runde im 60-Meter-Lauf aus sowie mit 8,61 s auch in der ersten Runde über 60 m Hürden. Im August siegte sie dann in 13,68 s über 100 m Hürden bei den Afrikameisterschaften in Lagos. Im Jahr darauf schied sie bei den Commonwealth Games in Auckland mit 13,62 s im Vorlauf über 100 m Hürden aus und im Oktober verteidigte sie bei den Afrikameisterschaften in Kairo in 13,55 s ihren Titel und gewann mit der Staffel in 45,87 s gemeinsam mit Philomena Mensah, Cynthia Quartey und Helena Amoako die Silbermedaille hinter dem nigerianischen Team. Daraufhin beendete sie ihre aktive sportliche Karriere im Alter von 23 Jahren.

## Persönliche Bestzeiten
- 100 Meter: 11,63 s (+1,0 m/s), 24. September 1988 in Seoul
- 100 m Hürden: 13,64 s (+0,1 m/s), 28. September 1988 in Seoul